# Winter Loversland
Winter Loversland är det första julalbumet av den amerikanska R&B-sångaren Tamar Braxton. Skivan förväntas för utgivning den 11 november 2013 via Streamline och Epic Records.

## Bakgrund och produktion
Winter Loversland är Tamar Braxtons första julalbum och andra utgivning under Epic Records. Skivan tjänar som uppföljare till Braxtons andra studioalbum och genombrott, Love and War (2013).

## Musikaliskt innehåll
Winter Loversland innehåller flera julklassiker så som "Santa Baby" och "Have Yourself a Merry Little Christmas" samt flera nya låtar som exempelvis "She Can Have You" och "No Gift".

## Utgivning och marknadsföring
Den 12 september 2013 meddelade webbplatsen Hip Hollywood att Braxton planerade att ge ut sitt första julalbum den 22 oktober samma år. Den 10 oktober avslöjade Rap-Up att skivans utgivningsdatum hade flyttats fram till 11 november 2013. Samma dag kunde albumet förhandsbokas via Amazon.

## Låtlista
| Nr           | Titel                                                                 | Kompositör                                                    | Producent(er) | Längd |
| ------------ | --------------------------------------------------------------------- | ------------------------------------------------------------- | ------------- | ----- |
| 1.           | Sleigh Ride                                                           | Leroy Anderson, Mitchell Parish                               |               | 1:59  |
| 2.           | Santa Baby                                                            | Joan Javits, Philip Springer, Tony Springer                   |               | 3:09  |
| 3.           | Santa Claus is Coming to Town                                         | J. Fred Coots, Haven Gillespie                                |               | 2:34  |
| 4.           | No Gift                                                               | Tamar Braxton, LaShawn Daniels, Tiyon Mack, Adonis Shropshire |               | 4:04  |
| 5.           | Away In A Manger / Little Drummer Boy                                 | Katherine Davis, Public Domain, Henry Onorati, Harry Simeone  |               | 3:47  |
| 6.           | Merry Christmas Darling                                               | Richard Carpenter, Frank Pooler                               |               |       |
| 7.           | The Chipmunk Song (Christmas Don't Be Late) (Featuring Trina Braxton) | Ross Bagdasarian                                              |               | 1:12  |
| 8.           | She Can Have You                                                      | Tamar Braxton, LaShawn Daniels, Tiyon Mack                    |               | 3:39  |
| 9.           | Silent Night                                                          | Franz Gruber, Joseph Mohr                                     |               | 3:36  |
| 10.          | Have Yourself a Merry Little Christmas                                | Ralph Blane, Hugh Martin                                      |               | 2:55  |
| Total längd: | Total längd:                                                          | Total längd:                                                  | Total längd:  | 30:35 |